# Phorocera myoidea
Phorocera myoidea är en tvåvingeart som beskrevs av Robineau-desvoidy 1830. Phorocera myoidea ingår i släktet Phorocera och familjen parasitflugor.
Artens utbredningsområde är Frankrike. Inga underarter finns listade i Catalogue of Life.